# Maître du Registrum Gregorii

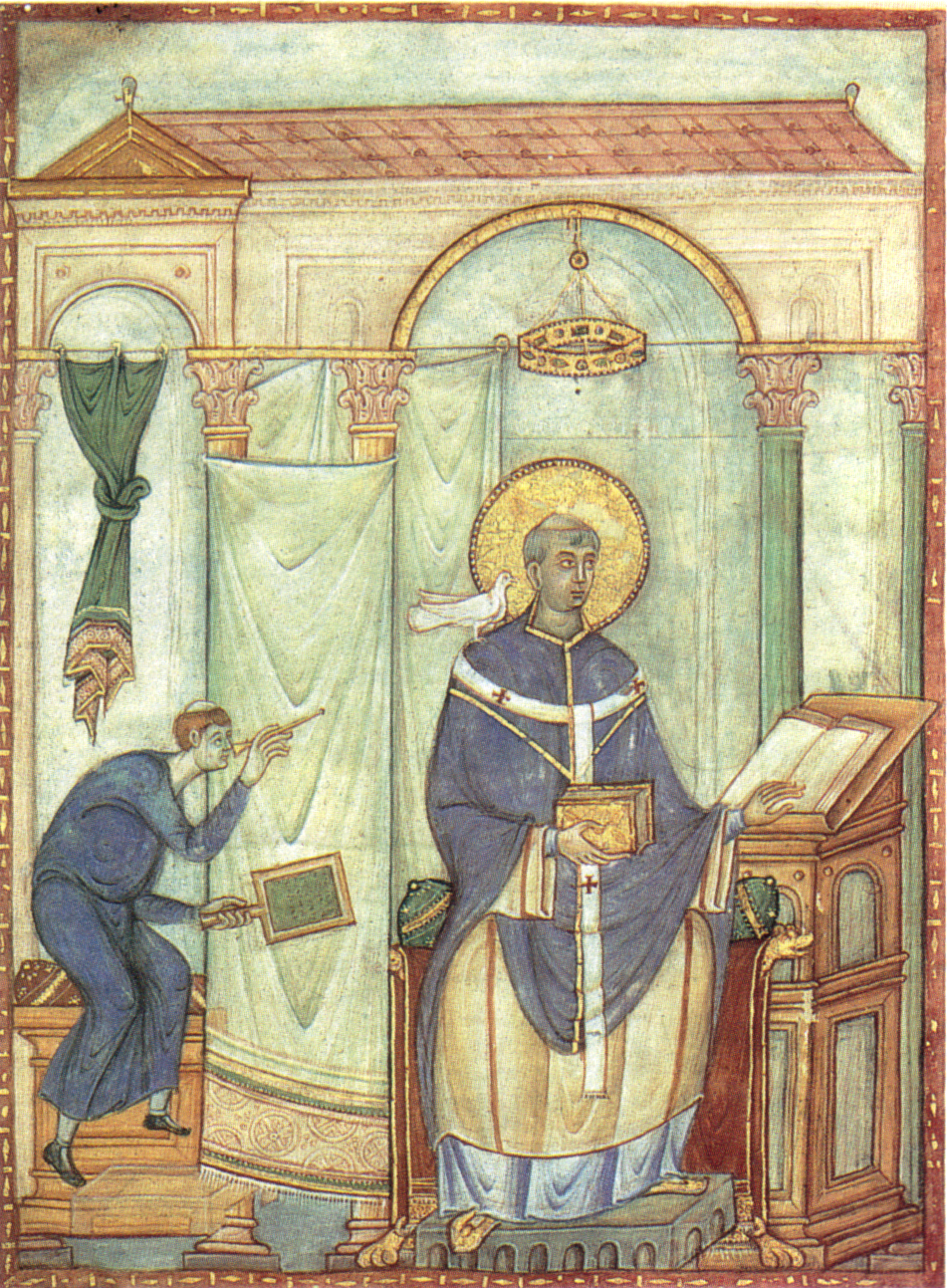
Maître du Registrum Gregorii : saint Grégoire écrivant sous l'inspiration de la colombe du Saint-Esprit

Le maître du Registrum Gregorii (fl. vers 980-996) est un copiste et peintre d'enluminures ottoniennes, resté anonyme. Il est ainsi désigné par l'historien Arthur Haseloff en référence à deux feuillets enluminés du Registrum Gregorii dont il est l'auteur. Il était actif à Trèves, à l'époque d'Egbert de Trèves qui fut un mécène de première importance de la Renaissance ottonienne.

## Quelques œuvres
- Sacramentaire de Trèves (Musée Condé de Chantilly)
- Sept miniatures du Codex Egberti (Stadtbibliothek de Trèves)
- Évangéliaire de la Sainte-Chapelle (Bibliothèque nationale de France)
- Lettrines et bordures d'un sacramentaire de Trèves (Bibliothèque nationale de France)
- Page de prologue, lettrine et première page de texte du Petit psautier d'Egbert (Stadtbibliothek de Trèves)
- Ornementations d'un évangéliaire de Trèves (John Rylands Library de Manchester)
- Miniature de l'évangéliste Marc (Bibliothèque du séminaire Saint-Pierre de Forêt-Noire)
- Miniature de saint Willibrord (Bibliothèque nationale de France, Codex latinus 10510)
- Miniature de l'Annonciation (Bibliothèque de l'université de Wurtzbourg)

## Identification
Le professeur Carl Nordenfalk émet l'hypothèse que le Maître du Registrum Domini pourrait être Johannes Italicus qui a été appelé d'Italie à Aix-la-Chapelle par Othon III en 996, pour composer les fresques de la cathédrale; mais le professeur Harmut Hoffmann réfute cette hypothèse, arguant que le Maître du Registrum Gregorii était en 996 depuis longtemps actif au nord des Alpes, et qu'il n'avait aucune origine italienne. De plus, la composition du Registrum Gregorii semble antérieure à cette date, puisque l'archevêque Egbert, commanditaire du manuscrit, meurt en 993.
Theodor K. Kempf, directeur du musée diocésain de Trèves, identifie, quant à  lui, le Maître du Registrum Gregorii à Benna, précepteur de sainte Édith et auteur de la Croix de Benna de la cathédrale de Mayence. Cette identification ne peut pas non plus être retenue, car Benna demeurait au royaume du Wessex lorsque l'enlumineur de Trèves a commencé sa carrière artistique, et que Benna n'a jamais été connu comme enlumineur.